# Ганебнівська волость
Ганебнівська волость — історична адміністративно-територіальна одиниця Костянтиноградського повіту Полтавської губернії з центром у селі Ганебне (Яхнівка).

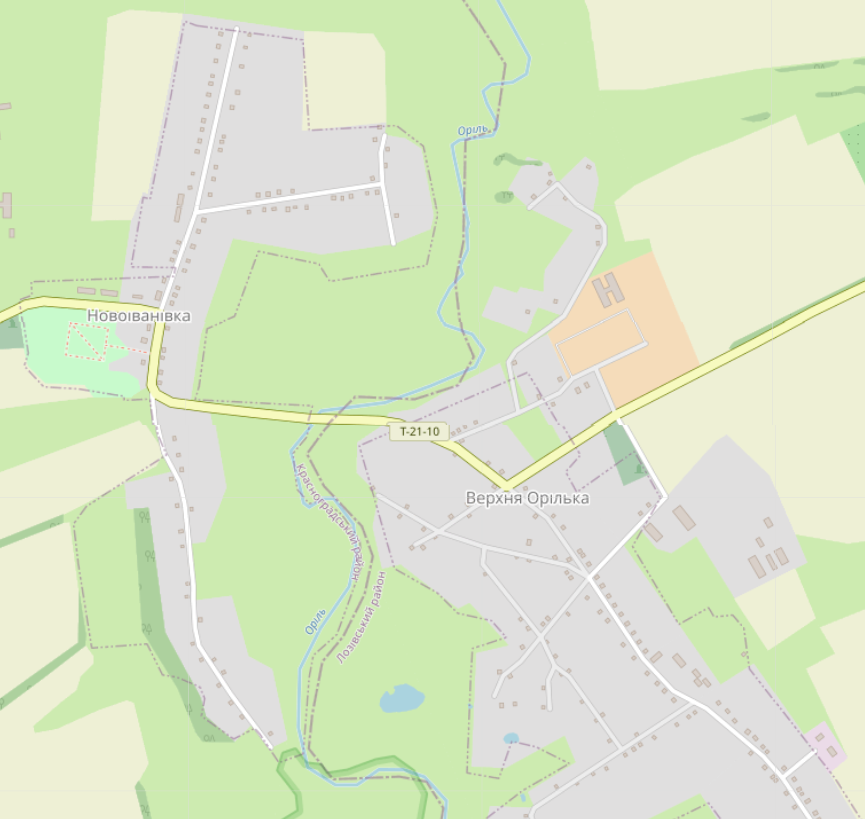
Село Новоіванівка утворене у 1933 році з чотирьох сіл: Сумці, Ново-Іванівка, Нейолівка, Ганебно

Станом на 1885 рік складалася з 19 поселень, 27 сільських громад. Населення 3607 осіб (1903 чоловічої статі та 1704 — жіночої), 599 дворових господарств.
|                     | Площа, десятин | У тому числі орної, дес. |
| ------------------- | -------------- | ------------------------ |
| Сільських громад    | 2748           | 2255                     |
| Приватної власності | 13667          | 6584                     |
| Казенної власності  | —              | —                        |
| Іншої власності     | 69             | 66                       |
| Загалом             | 16484          | 8905                     |

- Ганебне (Яхнівка) — колишнє власницьке село при річці Оріль за 45 верст від повітового міста, 209 осіб, 47 дворових господарств, православна церква, постоялий будинок, лавка, 3 вітряних млинів.
- Дмитрівка — колишнє власницьке село при річці Оріль, 810 осіб, 150 дворових господарств, постоялий будинок, лавка, 6 вітряних млинів.
- Михайлівка — колишнє державне село при річці Оріль, 282 особи, 49 дворових господарств, православна церква, постоялий будинок, 2 вітряних млинів.

## Села волості

Східна частина Костянтиноградського повіту у 1821 році. Див. села Ганебно, Михайлівка (нині у складі Мар'ївки), Андріївка

Найбільші села: Ганебне (Яхнівка) - волосний центр, село (деревня, тобто без церкви) Дмитрівка, Михайлівка.
Іоанно-Богословська церква у селі Михайлівка з прихожанами: Андріївка, Василівка-Куликівська, Василівка-Мезенцева, Мар'ївка (Сахновщинський район) та Мар'ївка (Первомайський район), Миколаївка, Ново-Олександрівка, 
Павлівка, Яковлівка.
Казенне село Оріль Верхнє (Ганебне) на лівому (протилежному) березі річки Оріль засноване 1821 року, належало до Преображенської волості Зміївського повіту Харківської губернії. Нині частина села Верхня Орілька.
На мапі Шуберта 24-14 1875 року напис: Верх. Орель (Гонебновка), а на протилежному березі - Гонебная. Вище за течією Х. Ново-Ивановка, нині у складі села Новоіванівка.
Село Новоіванівка до 2016 року мало назву Комунарка, яке було утворене у 1933 році з чотирьох сіл: Сумці, Ново-Іванівка, Нейолівка, Ганебно.
У селі Ганебно з XVIII століття до 1941 року жили німецькі поселенці, тому, імовірно, ця назва має німецьке походження.
Люди з інших сіл, зокрема жителі Верхньої Орільки, до цього часу називають Новоіванівку (Ганебно, Комунарку) Яхнівкою  — те саме, що Іванівка, від ниж.-нім. Jahn — коротка форма Йоганнес.